# CR119 (Luxemburg)
De CR119 (Chemin Repris 119) is een verkeersroute in Luxemburg tussen Luxemburg-stad (N11 E29) en Schrondweiler (CR115). De route heeft een lengte van ongeveer 26 kilometer.

## Routeverloop

### N30
Het eerste gedeelte van de CR119 tussen Luxemburg en Larochette met een lengte van ongeveer 19,2 kilometer had tot 1995 het wegnummer N30 (Nationalstroos 30). In 1995 werd het gehele wegnummer N30 opgeheven en werd het weggedeelte toegevoegd aan de CR119.
De route begint aan de N11 E29 ten noordoosten van de stad Luxemburg. De route gaat richting het noorden naar Eisenborn door bosgebied heen. Hierbij gaat het ook over de tunnel van de A7 E421 heen. In de eerste twee kilometer stijgt de route gemiddeld met 5%, waarna het weer geleidelijk daalt. Tussen Eisenborn en Koedange ligt de route tussen de open velden, waarna het tot Ernzen weer door bosgebied heen gaat. Vanaf Ernzen tot aan Larochette gaat de route door bebouwd gebied met de bossen in de directe nabijheid. Hierna sluit de CR119 aan op de N14.

### Larochette - Schrondweiler
In Larochette gaat de CR119 over een gezamenlijk stuk van de N14 en CR118, waarna het aan de noordwestkant van Larochette zelfstandig verder gaat richting Schrondweiler. Na het bebouwde gebied van Larochette ligt de route eerst in bosgebied en in de omgeving van Schrondweiler tussen de open velden.

## Plaatsen langs de CR119
- Eisenborn
- Imbringen
- Altlinster
- Koedange
- Ernzen
- Larochette
- Schrondweiler

CR101 ·
CR102 ·
CR103 ·
CR104 ·
CR105 ·
CR106 ·
CR107 ·
CR108 ·
CR109 ·
CR110 ·
CR111 ·
CR112 ·
CR113 ·
CR114 ·
CR115 ·
CR116 ·
CR117 ·
CR118 ·
CR119 ·
CR120 ·
CR121 ·
CR122 ·
CR123 ·
CR124 ·
CR125 ·
CR126 ·
CR127 ·
CR128 ·
CR129 ·
CR130 ·
CR131 ·
CR132 ·
CR133 ·
CR134 ·
CR135 ·
CR136 ·
CR137 ·
CR138 ·
CR139 ·
CR140 ·
CR141 ·
CR142 ·
CR143 ·
CR144 ·
CR145 ·
CR146 ·
CR147 ·
CR148 ·
CR149 ·
CR150 ·
CR151 ·
CR152 ·
CR153 ·
CR154 ·
CR155 ·
CR156 ·
CR157 ·
CR158 ·
CR159 ·
CR160 ·
CR161 ·
CR162 ·
CR163 ·
CR164 ·
CR165 ·
CR166 ·
CR167 ·
CR168 ·
CR169 ·
CR170 ·
CR171 ·
CR172 ·
CR173 ·
CR174 ·
CR175 ·
CR176 ·
CR177 ·
CR178 ·
CR179 ·
CR180 ·
CR181 ·
CR182 ·
CR183 ·
CR184 ·
CR185 ·
CR186 ·
CR187 ·
CR188 ·
CR189 ·
CR190
CR200 ·
CR201 ·
CR202 ·
CR203 ·
CR204 ·
CR205 ·
CR206 ·
CR207 ·
CR208 ·
CR210 ·
CR211 ·
CR212 ·
CR213 ·
CR215 ·
CR216 ·
CR217 ·
CR218 ·
CR219 ·
CR220 ·
CR221 ·
CR222 ·
CR223 ·
CR224 ·
CR225 ·
CR226 ·
CR227 ·
CR228 ·
CR229 ·
CR230 ·
CR231 ·
CR232 ·
CR233 ·
CR234
CR301 ·
CR302 ·
CR303 ·
CR304 ·
CR305 ·
CR306 ·
CR307 ·
CR308 ·
CR309 ·
CR310 ·
CR311 ·
CR312 ·
CR313 ·
CR314 ·
CR315 ·
CR316 ·
CR317 ·
CR318 ·
CR319 ·
CR320 ·
CR321 ·
CR322 ·
CR323 ·
CR324 ·
CR325 ·
CR326 ·
CR327 ·
CR328 ·
CR329 ·
CR330 ·
CR331 ·
CR332 ·
CR333 ·
CR334 ·
CR335 ·
CR336 ·
CR337 ·
CR338 ·
CR339 ·
CR340 ·
CR341 ·
CR342 ·
CR343 ·
CR344 ·
CR345 ·
CR346 ·
CR347 ·
CR348 ·
CR349 ·
CR350 ·
CR351 ·
CR352 ·
CR353 ·
CR354 ·
CR355 ·
CR356 ·
CR357 ·
CR358 ·
CR359 ·
CR360 ·
CR361 ·
CR362 ·
CR364 ·
CR365 ·
CR366 ·
CR367 ·
CR368 ·
CR369 ·
CR370 ·
CR371 ·
CR372 ·
CR373 ·
CR374 ·
CR375 ·
CR376 ·
CR377 ·
CR378 ·
CR379
Routes die cursief vermeld staan, zijn voormalige routes.